# Lista najstarszych ludzi w Stanach Zjednoczonych

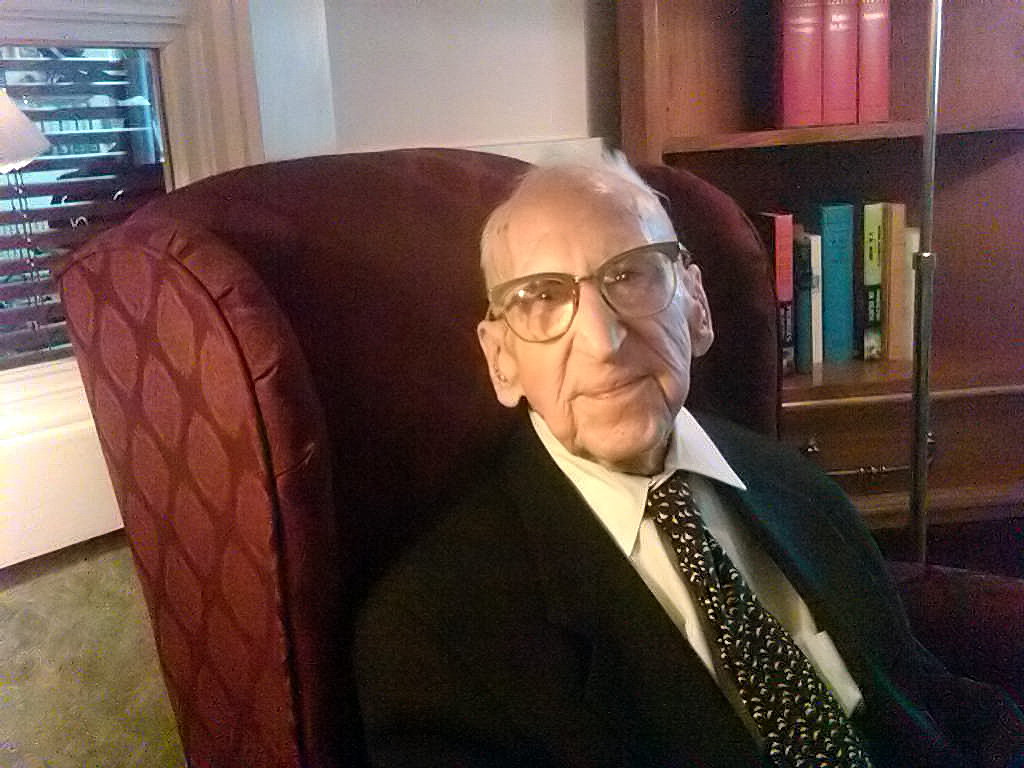
Walter Breuning, najstarszy mężczyzna w historii USA, którego wiek nie podlega wątpliwościom

Najstarszą osobą w historii Stanów Zjednoczonych była Sarah Knauss (1880-1999), która przeżyła 119 lat i 97 dni. Najstarszym mężczyzną był Mathew Beard (1870-1985), który żył 114 lat i 222 dni. Jego wiek jest jednak podważany. Najstarszym niekwestionowanym mężczyzną w Stanach Zjednoczonych był Walter Breuning (1896-2011), który żył 114 lat i 205 dni.
Jednak najstarszym mężczyzną w historii, który zmarł w USA był duński imigrant Christian Mortensen (1882-1998), 115 lat i 252 dni.
Obecnie najstarszą żyjącą osobą w USA jest Afroamerykanka Naomi Whitehead (ur. 26 września 1910 – 114 lat 160 dni), zaś najstarszym mężczyzną jest Eugene Baltes (ur. 29 października 1914 – 110 lat 127 dni).
Obecnie Stany Zjednoczone są krajem z największą liczbą stulatków – 70 490 (dane z 1 września 2010). Pod względem liczby superstulatków, są na drugim miejscu za Japonią.
     Osoba żyjąca
     Osoba zmarła
     Osoba zmarła (wątpliwości co do osiągniętego wieku)

## 25 najstarszych Amerykanów w historii
| Miejsce | Imię i nazwisko          | Płeć | Data urodzenia       | Data śmierci      | Wiek             | Miejsce śmierci, uwagi |
| ------- | ------------------------ | ---- | -------------------- | ----------------- | ---------------- | ---------------------- |
| 1       | Sarah Knauss             | K    | 24 września 1880     | 30 grudnia 1999   | 119 lat 97 dni   | Pensylwania            |
| 2       | Elizabeth Bolden         | K    | 15 sierpnia 1890     | 11 grudnia 2006   | 116 lat 118 dni  | Tennessee              |
| 3       | Besse Cooper             | K    | 26 sierpnia 1896     | 4 grudnia 2012    | 116 lat 100 dni  | Georgia                |
| 4       | Carrie C. White          | K    | 18 listopada 1874    | 14 lutego 1991    | 116 lat 88 dni   | Floryda                |
| 5       | Jeralean Talley          | K    | 27 maja 1899         | 17 czerwca 2015   | 116 lat i 25 dni | Missisipi              |
| 6       | Maggie Pauline Barnes    | K    | 6 marca 1882         | 19 stycznia 1998  | 115 lat 319 dni  | Karolina Północna      |
| 7       | Dina Guerri-Manfredini   | K    | 4 kwietnia 1897      | 17 grudnia 2012   | 115 lat 257 dni  | Iowa                   |
| 8       | Christian Mortensen      | M    | 16 sierpnia 1882     | 25 kwietnia 1998  | 115 lat 252 dni  | Kalifornia             |
| 9       | Edna Ruth Parker         | K    | 20 kwietnia 1893     | 26 listopada 2008 | 115 lat 220 dni  | Indiana                |
| 10      | Margaret Skeete          | K    | 27 października 1878 | 7 maja 1994       | 115 lat 192 dni  | Wirginia               |
| 11      | Gertrude Baines          | K    | 6 kwietnia 1894      | 11 września 2009  | 115 lat 158 dni  | Kalifornia             |
| 12      | Bettie Rutherford Wilson | K    | 13 września 1890     | 13 lutego 2006    | 115 lat 153 dni  | Missisipi              |
| 13      | Susie Elizabeth Gibson   | K    | 31 października 1890 | 16 lutego 2006    | 115 lat 108 dni  | Alabama                |
| 14      | Maude Farris-Luse        | K    | 21 lutego 1887       | 18 marca 2002     | 115 lat 25 dni   | Michigan               |
| 15      | Mary Electa Bidwell      | K    | 19 maja 1881         | 25 kwietnia 1996  | 114 lat 342 dni  | Connecticut            |
| 16      | Mary Josephine Ray       | K    | 17 maja 1895         | 7 marca 2010      | 114 lat 294 dni  | New Hampshire          |
| 17      | Neva Morris              | K    | 3 sierpnia 1895      | 6 kwietnia 2010   | 114 lat 246 dni  | Iowa                   |
| 18      | Mathew Beard             | M    | 9 lipca 1870         | 16 lutego 1985    | 114 lat 222 dni  | Floryda                |
| 19      | Carrie Lazenby           | K    | 9 lutego 1882        | 14 września 1996  | 114 lat 218 dni  | Illinois               |
| 20      | Myrtle Dorsey            | K    | 22 listopada 1885    | 25 czerwca 2000   | 114 lat 216 dni  | Ohio                   |
| 21      | Walter Breuning          | M    | 21 września 1896     | 14 kwietnia 2011  | 114 lat 205 dni  | Montana                |
| 22      | Eunice Sanborn           | K    | 20 lipca 1896        | 31 stycznia 2011  | 114 lat 195 dni  | Teksas                 |
| 23      | Grace Clawson            | K    | 15 listopada 1887    | 28 maja 2002      | 114 lat 194 dni  | Nowy Jork              |
| 24      | Wilhelmina Kott          | K    | 7 marca 1880         | 6 września 1994   | 114 lat 183 dni  | Illinois               |